# Kazimierz Twardowski

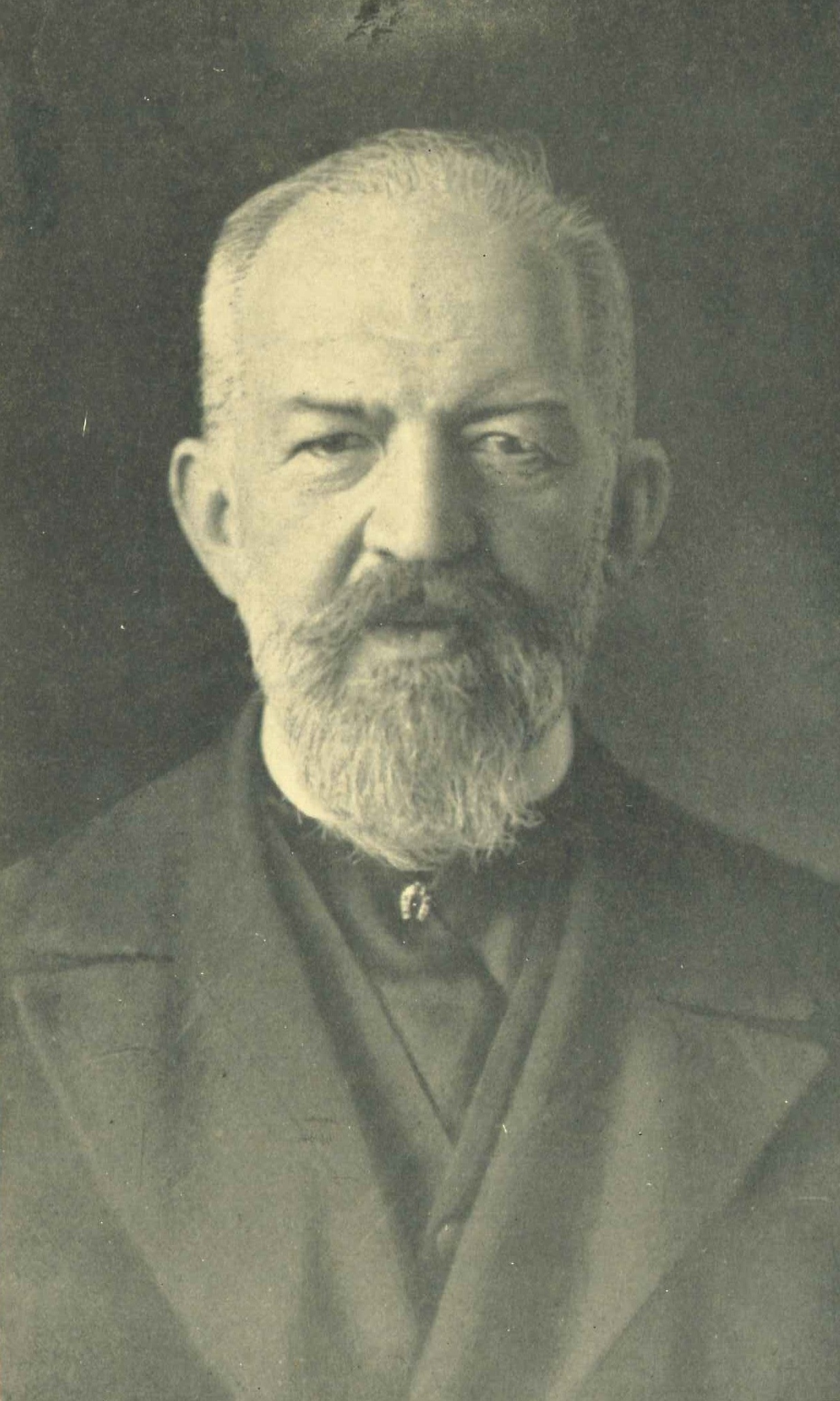
Kazimierz Twardowski

Kazimierz Twardowski (Wenen (Oostenrijk), 20 oktober 1866 - Lwów (Polen), 11 februari 1938) was een Pools filosoof en logicus.

## Leven
Twardowski studeerde filosofie in Wenen met Franz Brentano en Robert Zimmermann. In 1892 ontving hij zijn doctoraat met zijn dissertatie "Idee und Perzeption", en hij presenteerde in 1894 zijn habilitatie thesis "Zur Lehre vom Inhalt und Gegenstand der Vorstellungen". Hij gaf college in Wenen in de jaren 1894-1895 en was daarna als professor aangesteld te Lviv (Lemberg) wat toen tot Oostenrijk behoorde, tegenwoordig wordt het verdeeld door Polen en Oekraïne.
Twardowski was de stichter van de Lemberg-Warschau logische school. Het lag aan de basis van de Poolse logica en punten van interesse waren de (formele) ontologie, mereologie en categoriale of universele grammatica. Notoire leden waren: Jan Łukasiewicz, Stanisław Leśniewski, Tadeusz Kotarbiński, Kazimierz Ajdukiewicz, Tadeusz Czeżowski, Alfred Tarski, Stanisław Jaśkowski en Władysław Witwicki. Hij werd ook wel de 'vader van Poolse logica' genoemd, omdat door hem een traditie van wetenschappelijke filosofie beoefening begon.

## Werk en gedachte
Twardowski studeerde samen met Franz Brentano in Wenen en dit heeft duidelijk invloed op hem gehad. Twardowski's "Zur Lehre vom Inhalt und Gegenstand der Vorstellungen" is een poging om het gedachtegoed van Brentano, dat inmiddels bekritiseerd werd, te rechtvaardigen en te verbeteren. Invloedrijk voor Twardowski was het onderscheid van Brentano tussen mentale en fysische fenomenen. Dit zijn de enige fenomenen die er zijn en zijn 'datgene wat in je bewustzijn aanwezig is'. Mentale fenomenen zijn simpelweg acten met een bepaalde inhoud, fysische fenomenen zijn altijd de objecten (inhoud) van de mentale acten. De relatie tussen een mentale act en haar object (de inhoud van de act) noemen we primaire intentionaliteit. Het is de relatie waarin de mentale act gericht is op een fysisch fenomeen, waar het fysische fenomeen de inhoud is van die mentale act. Het fysisch fenomeen is hier dus niet iets in de buitenwereld, maar de inhoud van de mentale act! De inhoud kan nooit de act zélf zijn -wat impliceert dat de relatie per definitie niet-reflexief is. Het object noemen we dan het primaire object. 
Volgens Twardowski zijn er acten, inhouden en objecten die voorgesteld worden. Elke voorstelling is een act die een intentioneel object bevat. Het intentionele object is bij Twardowski de inhoud van de act, die een afbeelding is van het externe object van voorstelling. De act van voorstelling betreft twee verschillende richtingen: enerzijds naar het object, wat een gemodificeerde manier van bewustzijn vertoont of anderzijds naar de inhoud, wat vertoont wordt op een kwalificerende manier. Een voorbeeld van een modificerende voorstelling is 'de dode mens'. Mens verwijst hier naar alle mensen, echter met adjectief doet hij dit niet. Mens verwijst niet meer naar mensen en dus wordt de verwijzing veranderd. Een voorbeeld van een kwalificerende voorstelling is 'de goede mens', door het adjectief verwijs je niet alleen naar een groep, namelijk mensen, maar je verwijst naar een groep in die groep, namelijk de groep goede mensen. De betekenis wordt rijker omdat de verwijzing kleiner wordt. 
Volgens Twardowski is het niet mogelijk om een objectloze voorstelling te hebben, maar deze objecten hoeven niet te bestaan. Het voorgesteld kunnen worden van een object staat niet gelijk aan existeren omdat we bijvoorbeeld ook onbestaande dingen kunnen voorstellen. Het object bestaat dan niet, de inhoud natuurlijk wel. 

## Ontologie
Een van de kenmerken van de moderne ontologie is gerelateerd aan de distinctie tussen de existentie van de objecten en hun eigenschappen. Het is een ontologie die over de algemene natuur van de object, zoals ze in gedachtes gegeven zijn, handelt. Dit onderscheid de moderne ontologie van traditionele metafysica, omdat deze ontologie de objecten betreft in hun eigenschappen en niet in hun existentie. Dit gedachtegoed leidt ons terug van de Stoïcijnen naar de Middeleeuwen en Wolff. Vanaf Kant begon de act van bewustzijn een fundamenteel component van ontologie te worden. Twardowski's ontologie is net als Brentano's ontologie, gegrond in 'innere wahrnehmung'. Het handelt niet over het begin, maar over de descriptie van de elementen van bewustzijn. Volgens Twardowski's ontologie is existentie een modus of een attribuut, maar niet een essentiële eigenschap van objecten. Objecten kunnen zodoende dus eigenschappen hebben zonder dat ze bestaan. De ontologie handelt dan over alle 'mogelijke' objecten. Bij een oordeel wordt het verschil tussen inhoud en object ook duidelijk. Een oordeel beoordeelt het voorgestelde object A als bestaand of niet bestaand. De inhoud van de voorstelling wordt dus niet beoordeeld. Dit is het verschil tussen 'Existenz im eigentliche Sinne' en 'intentionale Existenz'.

## Werken
- Zur Lehre vom Inhalt und Gegenstand der Vorstellungen (1894)
- Wyobrażenie i pojęcie (Verbeelding en concept) (1898)
- O tzw. prawdach względnych (De zogenaamde relatieve waarheden) (1900)
- O psychologii, jej przedmiocie, zadaniach, metodzie, stosunku do innych nauk i jej rozwoju (Over psychologie: onderwerp, taken, methode, betrekking tot andere wetenschappen en ontwikkeling ) (1913)
- Rozprawy i artykuły filozoficzne (Proefschriften en filofische artikelen) (1927)
- Wybrane pisma filozoficzne (Bloemlezing van filosofische geschriften) (1965)
- Wybór pism psychologicznych i pedagogicznych (Selectie van psychologische en pedagogische geschriften) (1992)
- Dzienniki (Dagboek) (1997)